# Habronattus rufescens
Habronattus rufescens là một loài nhện trong họ Salticidae.
Loài này thuộc chi Habronattus. Habronattus rufescens được Lucien Berland miêu tả năm 1934.